# Кароліна Шварцбург-Рудольштадтська (1774–1854)
Вільгельміна Фредеріка Кароліна Шварцбург-Рудольштадтська (нім. Wilhelmine Friederike Karoline von Schwarzburg-Rudolstadt, 21 січня 1774 — 11 січня 1855) — принцеса Шварцбург-Рудольштадтська з династії Шварцбургів, донька князя Шварцбург-Рудольштадту Фрідріха Карла та принцеси Шварцбург-Рудольштадтської Фредеріки Софії, дружина князя Шварцбург-Зондерсгаузену Ґюнтера Фрідріха Карла I.
Від 1816 року мешкала у місті Арнштадт. Відома благодійними справами.

## Біографія
Народилась 21 січня 1774 року у Рудольштадті. Була п'ятою дитиною та третьою донькою в родині спадкоємного принца Шварцбург-Рудольштадту Фрідріха Карла та його першої дружини Фредеріки Софії Шварцбург-Рудольштадтської. Мала старших братів Людвіга Фрідріха та Карла Ґюнтера й сестру Генрієтту, яка згодом померла у підлітковому віці. Невдовзі сімейство поповнилося молодшою донькою Луїзою. Князівством у цей час правив їхній дід Людвіг Ґюнтер II. Маючи поважний вік, він де-факто передав державні справи у відання канцлера, віддаючись натомість пристрасті до коней, колекціонуванню та створенню бібліотеки.
У чотирирічному віці Кароліна втратила матір. Батько згодом узяв другий шлюб з Авґустою Саксен-Гота-Альтенбурзькою. У серпні 1790 року він став правителем, але володарював недовго. Пішов з життя після інсульту у квітні 1793 року.
У 25 років принцеса стала дружиною 39-річного князя Шварцбург-Зондерсгаузену Ґюнтера Фрідріха Карла I. Весілля відбулося 23 червня 1799 у Рудольштадті. Наречений мав кількох позашлюбних визнаних дітей. У подружжя народилося двоє спільних нащадків.
Ґюнтер Фрідріх Карл був пристрастним мисливцем. Часто тримав двір в Ебелебенському замку, особливо у сезон полювання. 1816 року Кароліна, яку змальовували як чуйну й освічену жінку, залишила  Зондерсгаузен і, оселившись із дітьми в Арнштадті, мешкала із чоловіком нарізно. Вела спокійне життя, повністю присвячуючи себе материнським обов'язкам.

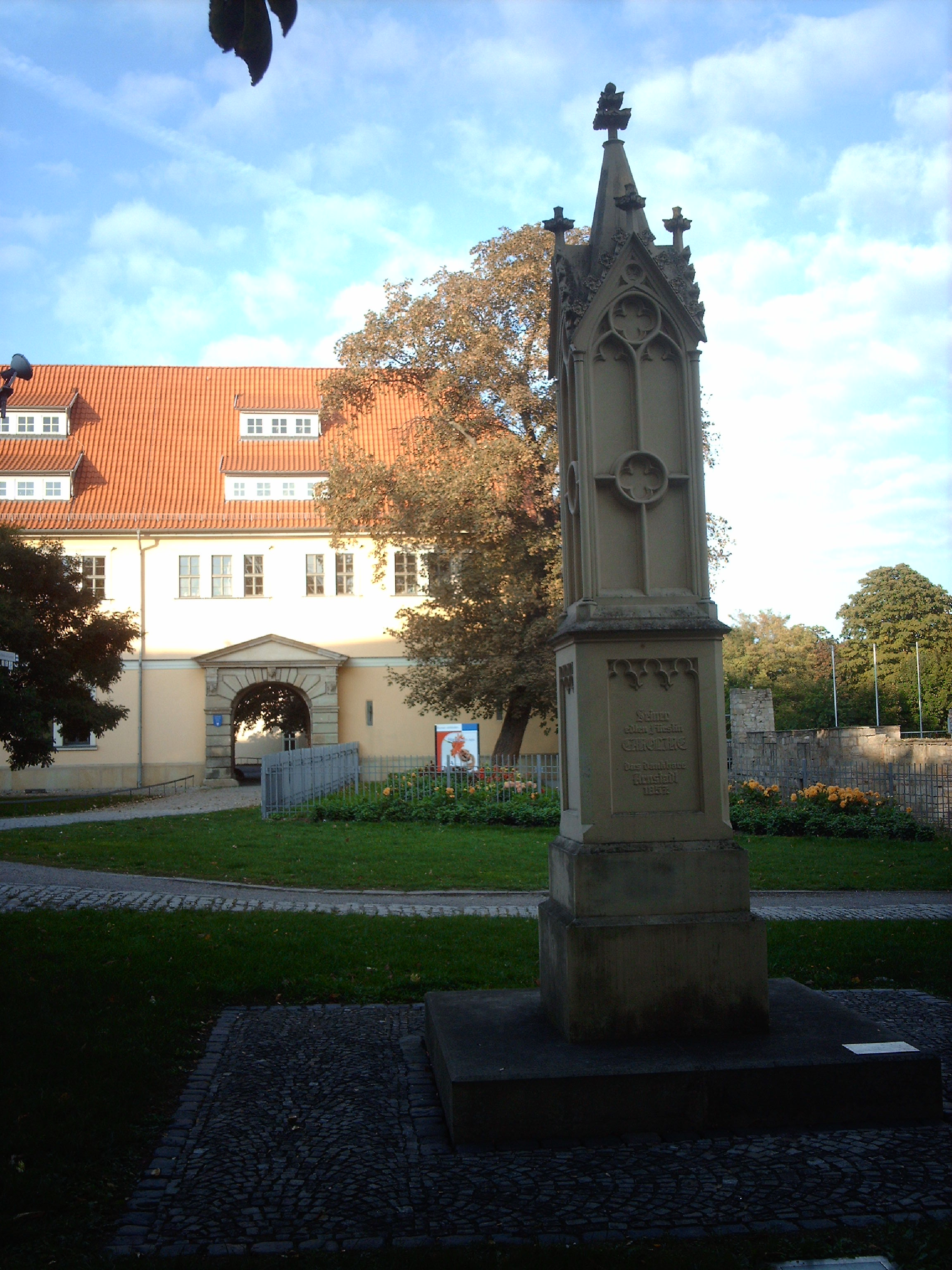
Пам'ятник на честь Кароліни

Багато займалася благодійністю, особливо серед бідних мешканців Арнштадту. Сприяла тому, що 11 травня 1830 року біля брами Лібфрауенкірхе був відкритий перший дитячий садок для бідних дітей віком від двох до шести років, оскільки працюючі батьки часто залишали дітей самих на кілька годин. Для дітей бідняків княгиня заснувала також школу шиття та в'язання. Відкрила для нужденних їдальню, яка була популярною особливо у важкі роки між 1830 і 1847 роками. Менш, ніж за рік до своєї смерті, Кароліна пожертвувала місту 1 000 талерів, відсотки від яких мали бути використані на користь нужденних сімей і бідних породіль.

Своєю благодійною діяльністю княгиня справила велике враження на місцевого письменника Віллібальда Алексіса, який оселився в Арнштадті після революції 1848 року. 1851 року він писав про Кароліну: 
«Жінка років семидесяти, зовсім позбавлена слуху, але з дуже діяльним, живим почуттям, що стежить за усіма течіями часу… Космополітична, освічена і з великим серцем для тих, хто має в чомусь потребу».
Померла Кароліна в Арнштадті у перед своїм 80-річчям 11 січня 1855 року. Була похована у князівській крипті на старому цвинтарі Арнштадту. 7 вересня 1857 року на сучасній вулиці Липова Алея на її честь було відкрито пам'ятник.

## Вшанування
- В Арнштадті на честь княгині навано вулицю Кароліни (нім. Karolinenstraße).[1]

## Родина

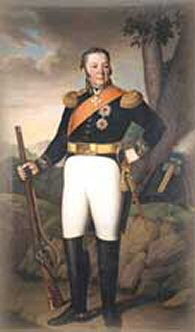
Портрет Ґюнтера Фрідріха Карла I

Чоловік — Гюнтер Фрідріх Карл I
Діти:
- Емілія (1800—1867) — дружина князя Ліппе Леопольда II, мала дев'ятеро дітей, які не залишили нащадків;
- Гюнтер Фрідріх Карл (1801—1889) — князь Шварцбург-Зондерсгаузену у 1835—1880 роках, був двічі одруженим, мав шестеро дітей від обох шлюбів.